# Prix Louise-LaHaye
Le prix Louise-LaHaye est un prix littéraire québécois annuel.
Ce prix reconnaît la richesse et la diversité des écritures des auteurs qui se consacrent à la dramaturgie jeune public. Il comprend une bourse de 10 000 $ octroyée au lauréat, qui devient également auteur associé de la Maison Théâtre durant un an.
Pour être admissible à ce prix, l’auteur doit être canadien ou résident canadien. Il peut soumettre un ou plusieurs textes dramatiques écrits en français et destinés tant aux enfants qu’aux adolescents dans la mesure où les pièces ont été créées en version originale au Canada ou à l’étranger. Le producteur du spectacle doit être une compagnie professionnelle reconnue par le Centre des auteurs dramatiques ou par une association de compagnies de théâtre.
Les textes collectifs et les adaptations théâtrales d’œuvres, appartenant initialement à un autre genre, sont admissibles. Dans le cas d’un collectif d’auteurs, toutes les règles d’admissibilité s’appliquent à chacun des membres.
À partir de 2017, le texte gagnant est choisi parmi les œuvres destinées aux adolescents pour les années impaires, et parmi les œuvres destinées aux enfants pour les années paires.

## Lauréats
2008 - Daniel Danis, Kiwi
2009 - André Jean, Prière de ne pas déranger
2010 - Marie-Josée Bastien, Éclats et autres libertés
2010 - Mathieu Gosselin, Éclats et autres libertés
2010 - Étienne Lepage, Éclats et autres libertés
2010 - Jean-Frédéric Messier, Éclats et autres libertés
2011 - Marilyn Perreault, Britannicus now
2012 - Érika Tremblay-Roy, Autopsie d'une napkin
2013 - Pascal Brullemans, Vipérine
2014 - Jean-François Guilbault, Noyade(S)
2014 -  Andréanne Joubert, Noyade(S)
2015 - Pascal Brullemans, Moi et l'autre
2015 -  Talia Halmona, Moi et l'autre
2016 - Étienne Lepage, Le cœur en hiver : pièce inspirée de La Reine des neiges d'Hans Christian Andersen
2017 - Sébastien, David, Les haut-parleurs : théâtre
2018 - Suzanne Lebeau, Trois petites sœurs
2019 - Rébecca Déraspe, Je suis William : théâtre musical
2020 - Érika Tremblay-Roy, Le problème avec le rose
2021 - Non attribué
2022 - Olivier Sylvestre, Dans la forêt disparue
2023 - David Paquet, L'éveil du printemps 